# Rette mich
"Rette mich" (dansk: Red mig) er titlen på den tredje single fra det tyske band Tokio Hotel. Nummeret blev i første omgang udgivet på albummet Schrei (2005) og genindspillet og udgivet som single 21 februar 2006 .

## Hitlister
| Hitliste (2006)               | Højeste placering |
| ----------------------------- | ----------------- |
| Østrig (Ö3 Austria Top 40)    | 1                 |
| Tyskland (Media Control)      | 1                 |
| Schweiz (Schweizer Hitparade) | 6                 |